# Hội Kiến trúc sư Việt Nam
Hội Kiến trúc sư Việt Nam là hội nghề nghiệp của các kiến trúc sư trên toàn lãnh thổ Việt Nam, là một hội thành viên của Liên hiệp các Hội Văn học nghệ thuật Việt Nam. Hội được thành lập năm 1948 tại tỉnh Vĩnh Yên (nay là Vĩnh Phúc). Tính đến tháng 4 năm 2015, hội có gần 6000 hội viên, 53 hội cơ sở và 22 chi hội trực thuộc. Trụ sở hội hiện đặt tại số 23, phố Đinh Tiên Hoàng, quận Hoàn Kiếm, Hà Nội.

## Mục đích, tôn chỉ
Hội Kiến trúc sư Việt Nam là tổ chức chính trị – xã hội - nghề nghiệp sáng tạo tự nguyện của kiến trúc sư của cả nước.
Hội kiến trúc sư Việt Nam đặt dưới sự lãnh đạo của Đảng Cộng sản Việt Nam và quản lý Nhà nước, hoạt động của Hội góp phần thiết thực vào công việc xây dựng đất nước.
Hội tập hợp, đoàn kết và phát huy tài năng trí tuệ các kiến trúc sư phục vụ Tổ quốc.
Hội bảo vệ quyền lợi chính đáng của hội viên trong hoạt động nghề nghiệp theo quy định của pháp luật.

## Lịch sử

### Sự đổi tên của Hội
Ban đầu thành lập tổ chức mang tên Đoàn Kiến trúc sư Việt Nam. Năm 1983 (Đại hội III) đổi tên Đoàn Kiến trúc sư Việt Nam thành Hội Kiến trúc sư Việt Nam

### Trưởng thành từ gian khó
Từ năm 1948, việc ra đời Đoàn KTS Việt Nam trong hoàn cảnh cực kỳ khó khăn của cuộc kháng chiến, đã thể hiện sự quan tâm và tầm nhìn chiến lược của Đảng và Bác Hồ đối với giới KTS, khẳng định vai trò, vị trí của KTS và tổ chức của giới KTS trong cuộc kháng chiến và công cuộc kiến thiết đất nước sau khi kháng chiến thắng lợi.
Trải qua 65 năm xây dựng và phát triển, các thế hệ KTS Việt Nam đã nối tiếp nhau viết nên những trang sử vàng truyền thống của Hội bằng tài năng sáng tạo, xây dựng nền kiến trúc Việt Nam hiện đại, mang đậm bản sắc dân tộc, góp phần vào sự nghiệp bảo vệ và xây dựng đất nước. Ghi nhận công lao của giới KTS Việt Nam, Đảng và Nhà nước đã trao tặng Hội KTS Việt Nam nhiều phần thưởng cao quý, trong đó có Huân chương Độc Lập Hạng Nhất, Huân chương Hồ Chí Minh và Huân chương Sao Vàng.

### Lịch sử Hội Kiến trúc sư Việt Nam
Mùa thu năm 1946, tại nhà Khai Trí Tiến Đức bên hồ Hoàn Kiếm – Hà Nội, mấy chục kiến trúc sư đã họp bàn việc chuẩn bị Điều lệ, chương trình hoạt động và lễ ra mắt Đoàn Kiến trúc sư Việt Nam. Công việc đang tiến triển khẩn trương thì thực dân Pháp gây hấn ở Hà Nôi.
Toàn quốc kháng chiến ngày 19/12/1946, phần lớn kiến trúc sư đã rời đô thị ra vùng tự do, hoặc đến các căn cứ cách mạng tham gia hoạt động giành độc lập tự do…
Năm 1948, công cuộc kháng chiến được hơn một năm. Ở Việt Bắc, quân ta chiến thắng giòn giã trên các mặt trận. Chính phủ chủ trương tổ chức đại hội thành lập các hội: Văn hóa Việt Nam, Văn nghệ Việt Nam và các đoàn: Kiến trúc sư, Mỹ thuật, Âm nhạc, Sân khấu.
Đoàn Kiến trúc sư Việt Nam – tức Hội Kiến trúc sư Việt Nam ngày nay – có vinh dự được tổ chức hội nghị thành lập đầu tiên ở Việt Bắc. Ngay sau Tết Mậu Tý một tháng, vào trung tuần tháng 3 năm 1948, dưới nắng chiều bên đồi cọ ở Ấm Thượng, Phú Thọ, họa sĩ Tô Ngọc Vân với cương vị Ủy viên Ban Chấp hành lâm thời Hội Văn nghệ Việt Nam, nhà văn Nguyễn Huy Tưởng phóng viên báo Văn nghệ đã cùng các kiến trúc sư ở Liên khu X: Tạ Mỹ Duật, Nguyễn Nghi, Võ Đức Diên bàn về Hội nghị kiến trúc sư toàn quốc, thảo luận về Đại hội Tập, về hoạt động nghề…
Ở Liên khu I, kiến trúc sư Hoàng Như Tiếp quan tâm nhiều đến giới nghề, ông thường xuyên gặp gỡ lãnh đạo Bộ Giao thông – Công chính, tiền thân của Bộ Xây dựng ngày nay để bàn về hoạt động của giới nghề. Ở Liên khu III, kiến trúc sư Trần Hữu Tiềm liên lạc thường xuyên với Bộ trưởng Trần Đăng Khoa và được biết Bác Hồ chỉ thị trong hoàn cảnh nào cũng phải tập hợp anh em kiến trúc sư tổ chức thành một đoàn thể vững mạnh để đóng góp cho kháng chiến và sau khi kháng chiến thắng lợi. Kiến trúc sư Trần Hữu Tiềm đã tìm mọi cách để liên lạc được với hơn một chục kiến trúc sư đang sống rải rác khắp nơi: Nguyễn Ngọc Chân và Đoàn Văn Minh ở Liên khu IV, Nguyễn Cao Luyện, Hoàng Như Tiếp và Phạm Quang Bình ở Liên khu I, Tạ Mỹ Duật, Nguyễn Nghi, Võ Đức Diên, Ngô Huy Quỳnh ở Liên khu X.
Ngày họp đã được ấn định. Đi đường vất vả nhất là ba kiến trúc sư ở Liên khu IV, Liên khu III. Các ông phải đi bộ mất trăm cây số, vừa đi vừa hỏi thăm đường, tránh vòng vây địch, nhiều hôm ngày nghỉ, đêm đi vì phải qua vùng tề. Ban ngày hướng về dãy núi Tam Đảo mà đi, ban đêm cứ nhằm hướng sao Bắc Đẩu mà thẳng tiến.
Sáng ngày 21-4-1948, ba kiến trúc sư Trần Hữu Tiềm, Nguyễn Ngọc Chân, Đoàn Văn Minh đặt chân đến thôn Thản Sơn. Đây là một làng sơn cước, cây cối um tùm, đồi san sát như bát úp, nhà dân thưa thớt, không cách xa chân núi Tam Đảo là bao. Ngày ấy làng Thản Sơn thuộc xã Chiến Thắng, huyện Lập Thạch, tỉnh Vĩnh Yên (nay là xã Liễn Sơn, huyện Lập Thạch, tỉnh Vĩnh Phúc). Hai hôm sau có thêm các kiến trúc sư Nguyễn Cao Luyện, Hoàng Như Tiếp, Võ Đức Diên, Tạ Mỹ Duật, Phạm Quang Bình.
Sáng ngày 24-4-1948, khai mạc Hội nghị kiến trúc sư toàn quốc. Đến dự với tám kiến trúc sư có lãnh đạo Bộ Giao thông Công chính, đại diện Ban Chấp hành lâm thời Hội Văn nghệ Việt Nam và chính quyền địa phương. Bộ trưởng, kỹ sư Trần Đăng Khoa đọc diễn văn khai mạc và đọc thư của Chủ tịch Hồ Chí Minh gửi Hội nghị kiến trúc sư. Trong mấy ngày làm việc, các kiến trúc sư đã thảo luận và nghiên cứu lời dạy của Bác trong thư gửi giới nghề. Coi đó là ngọn đuốc soi đường cho kiến trúc sư vươn lên phục vụ đất nước. Đồng thời thảo luận kế hoạch và chương trình làm việc của các phòng kiến trúc ở các liên khu vừa được Bộ thành lập.
Sáng ngày 27-4-1948, Hội nghị chính thức thành lập Đoàn Kiến trúc sư Việt Nam. Ra mắt Ban Chấp hành đầu tiên gồm ba kiến trúc sư, Tổng thư ký: Hoàng Như Tiếp, Phó Tổng thư ký: Trần Hữu Tiềm, Ủy viên: Tạ Mỹ Duật. Sau Hội nghị, từng tốp kiến trúc sư lại tỏa về các địa phương hoạt động nghề nghiệp trên nhiều lĩnh vực song song với các hoạt động của các Hội Văn hóa nghệ thuật khác.
Cuộc kháng chiến chống thực dân Pháp kết thúc với chiến thắng vĩ đại Điện Biên Phủ, nhưng đất nước lại bị chia cắt và các kiến trúc sư thế hệ đầu tiên phải phân tán hoạt động trên cả hai miền Bắc và Nam của đất nước. Ở miền Bắc 16 kiến trúc sư từ chiến khu trở về tiếp quản Nha Kiến trúc của chế độ cũ ở Hà Nội. Trong Thành chỉ còn lại 4 kiến trúc sư. Với 20 kiến trúc sư đã đoàn kết một lòng, thực hiện lời dạy của Bác Hồ, từng bước hàn gắn vết thương chiến tranh, khôi phục kinh tế, xây dựng miền Bắc XHCN.
Ngày 26,27-4-1957 (đúng ngày này 9 năm sau Hội nghị Thản Sơn) giới kiến trúc sư tổ chức Hội nghị toàn quốc lần thứ II với sự có mặt của 21 Hội viên. Đây là hội nghị tập hợp lực lượng kiến trúc sư theo kháng chiến và kiến trúc sư ở vùng mới giải phóng. Hội nghị đã thảo luận hai chủ đề quan trọng là: Tình hình hoạt động trong 10 năm qua và đấu tranh cho một nền kiến trúc dân tộc. Kiến trúc sư Hoàng Linh được bầu làm Tổng thư ký, hai kiến trúc sư Hoàng Như Tiếp và Trần Hữu Tiềm làm Phó tổng thư ký cùng 4 Ủy viên Ban Chấp hành là các kiến trúc sư Nguyễn Ngọc Diệm, Nguyễn Cao Luyện, Ngô Huy Quỳnh, Khổng Toán.
Năm 1959, với những hoạt động trên trường quốc tế, Đoàn Kiến trúc sư Việt Nam đã nâng cao vị thế kiến trúc sư Việt Nam, trở thành thành viên của Hội liên hiệp Kiến trúc sư Quốc tế (UIA). Đoàn Kiến trúc sư Việt Nam chịu sự quản lý của Ban Bí thư Trung ương Đảng.
Sau ngày thống nhất Tổ quốc, các kiến trúc sư ở hai miền lại có dịp đoàn tụ và phát triển nghề nghiệp ở thời kỳ mới. Đại hội kiến trúc sư Việt Nam lần thứ III họp vào các ngày 25, 26 và 27-11-1983 đã tập hợp lực lượng hai miền Bắc – Nam xây dựng đất nước thống nhất, là thời điểm chuyển giao công tác giữa thế hệ kiến trúc sư đầu tiên với thế hệ kế cận. Trong số 53 Ủy viên Ban Chấp hành mới chỉ còn lại 4 người thuộc thế hệ trước, trong đó kiến trúc sư Huỳnh Tấn Phát được bầu làm Chủ tịch Hội. Đại hội trân trọng mời 10 kiến trúc sư cao tuổi làm Ban Cố vấn. Đại hội đã đổi tên Đoàn Kiến trúc sư Việt Nam thành Hội Kiến trúc sư Việt Nam.

## Các kỳ đại hội
- Đại hội lần thứ I, đại hội thành lập Đoàn Kiến trúc sư Việt Nam

Thời gian: ba ngày vào trung tuần tháng 4 năm 1948
Địa điểm: thôn Thản Sơn, xã Liên Sơn, Lập Thạch, Vĩnh Yên
- Đại hội lần II (1957 – 1983)

Thời gian: hai ngày 26 và 27 tháng 4 năm 1957
Địa điểm: Hội trường Thư viện trung ương, 31 Tràng Thi, Hà Nội
- Đại hội lần thứ III (1983 – 1989), đại hội đổi tên thành Hội Kiến trúc sư Việt Nam

Thời gian: ba ngày từ 25 đến 28 tháng 11 năm 1983
Địa điểm: Nhà hát Lớn, Hà Nội
- Đại hội lần thứ IV (1989 – 1994)

Thời gian: hai ngày 17 và 18 tháng 4 năm 1989
Địa điểm: Hội trường 37 Hùng Vương, Hà Nội
- Đại hội lần thứ V (1994 – 2000)

Thời gian: hai ngày 29 và 30 tháng 11 năm 1994
Địa điểm: Cung văn hóa hữu nghị Việt Xô, Hà Nội
- Đại hội lần thứ VI (2000 – 2005)

Thời gian: ba ngày từ 12 đến 15 tháng 6 năm 2000
Địa điểm: Cung Văn hoá hữu nghị Việt Xô, Hà Nội.
- Đại hội lần thứ VII (2005 – 2010)

Thời gian: ba ngày từ 8 đến 11 tháng 8 năm 2005
Địa điểm: Cung Văn hoá hữu nghị Việt Xô, Hà Nội.
- Đại hội lần thứ VIII (2010 – 2015)

Thời gian: năm 2010
Địa điểm: Cung Văn hoá hữu nghị Việt Xô, Hà Nội.
- Đại hội lần thứ IX (2015 - 2020)

Thời gian: ba ngày từ 18 đến 21 tháng 4 năm 2015
Địa điểm: Cung Văn hoá hữu nghị Việt Xô, Hà Nội.
- Đại hội lần thứ X (2020 - 2025)

Thời gian: Ngày 26/09/2020
Địa điểm: Trung tâm Hội nghị Quốc tế, 11 Lê Hồng Phong, Hà Nội.

## Các tổng thư ký và chủ tịch
- Hoàng Như Tiếp (tổng thư ký, 1948-1957, 1968-1982)
- Hoàng Linh (tổng thư ký, 1957-1968)
- Huỳnh Tấn Phát (chủ tịch, 1983-1989, chủ tịch danh dự, 1989)
- Nguyễn Trực Luyện (tổng thư ký, 1983-1994, chủ tịch, từ 1994)
- Nguyễn Tấn Vạn (chủ tịch, từ 2004 - 2020)
- Phan Đăng Sơn (chủ tịch, từ 2020 - nay)